# Rakovci
Rakovci (Malacostraca), též „vyšší korýši“, jsou druhově rozmanitá třída korýšů, dnes součást kladu Pancrustacea. Obecně známými zástupci jsou například svinky, stínky, rak říční, krevety nebo krabi. Podle Bruscy mezi rakovce patří 40 200 známých druhů.
Fylogenetické analýzy je někdy řadí do příbuznosti klanonožců (Copepoda) a rakovčíků (Mystacocarida), podle novějších analýz jsou však spíše blíže příbuzní se svijonožci (Thecostraca) (společné označení Communostraca). Jejich tělní stavba je však tak pozoruhodná, že byli oddělováni od ostatních korýšů (všichni ostatní byli označováni jako nižší korýši). Rakovci jsou zřejmě monofyletický taxon.

## Popis
Tělo rakovců se skládá z 19–20 článků, přičemž cephalon se obvykle skládá z pěti článků, thorax také z pěti, pleon ze šesti nebo sedmi a na konci těla je telson. Thorax je zcela či alespoň částečně zakryt tzv. karapaxem (krunýřem). Dále mají 0–3 páry příústních nožek (maxilipodů), biramózní či vzácněji i uviramózní nebo fylopodózní hrudní končetiny (thorakopody), dále antenuly a anteny a na pleonu pleopody. Samičí gonopóry jsou na šestém segmentu pereionu, samčí vždy na osmém.

## Systém
Většinou se uznávají dvě podtřídy:
- Phyllocarida – z recentních skupin zahrnuje jen primitivní skupinu dvojchlopňovců (Leptostraca)
- Eumalacostraca – zahrnuje všechny ostatní rakovce; dělí se na několik nadřádů:
  - Hoplocarida – malokrunýřovci (někdy vyčleňováni jako samostatná podtřída), též Stomatopoda; patří sem strašci
  - Eucarida – velkokrunýřovci; patří sem zejména desetinožci (Decapoda) a krunýřovky (Euphausiacea , „kril“)
  - Pancarida – srostlokrunýřovci; zejména vřídlovky (Thermosbaenacea)
  - Peracarida – váčkovníci; zejména různonožci (Amphipoda), stejnonožci (Isopoda) a další skupiny
  - Syncarida – bezkrunýřovci; řády Anaspidacea a Bathynellacea